# Baszuki
Baszuki (ukr. Башуки) – wieś na Ukrainie, w obwodzie tarnopolskim, w rejonie krzemienieckim.